# Тропино (Коченёвский район)
Тропино — деревня в Коченёвском районе Новосибирской области России. Входит в состав Шагаловского сельсовета. 

## География
Площадь деревни — 24 гектара.

## Население
| 2002 | 2007 | 2010 |
| ---- | ---- | ---- |
| 16   | ↘13  | ↘10  |

## Инфраструктура
В деревне по данным на 2007 год отсутствует социальная инфраструктура.

## Уроженцы
- Валентина Алексеевна Дятлова (1946—2000) — парашютистка, воспитанница Новосибирского аэроклуба, мастер спорта СССР, 7-кратная мировая рекордсменка.